# Myllyjärvi (sjö i Jämsä, Mellersta Finland)
Myllyjärvi är en sjö i kommunen Jämsä i landskapet Mellersta Finland i Finland. Arean är 25 hektar och strandlinjen är 4,06 kilometer lång.  Den  ingår i Kymmene älvs huvudavrinningsområde.  Sjön ligger omkring 38 kilometer sydväst om Jyväskylä och omkring 200 kilometer norr om Helsingfors. 
I sjön finns ön Kristiinansaari. 